# Théodoric II
Pour le Roi des Francs, voir Thierry II.
Pour les articles homonymes, voir Théodoric et Thierry II.
Théodoric II, mort assassiné en 466, fils du roi Théodoric Ier, est à la tête du royaume wisigoth de Gaule de 453 à 466, succédant à son frère Thorismond, après l'avoir fait assassiner.

## Biographie

### Origines familiales et enfance
Il est le fils de Théodoric Ier, qui a régné sur le royaume wisigoth de Toulouse de 418 à 451, lui-même probablement gendre du roi Alaric Ier.
On sait peu de choses de sa mère, la reine Pédauque, seconde épouse de Théodoric Ier, princesse wisigothe sans doute fille d'Alaric Ier, car Sidoine Apollinaire, évêque de Clermont en Auvergne et écrivain, qualifie Théodoric comme « petit-fils d'Alaric ».
On sait peu de choses sur l'enfance de Théodoric II. Élevé à la cour de Toulouse, il a pour précepteur Eparchus Avitus, un noble romain qui deviendra préfet du prétoire des Gaules, précepteur dont n'a pas bénéficié son frère aîné Thorismond. De ce fait, il est davantage romanisé que son père et son frère aîné.

### Débuts
Sous le règne de Théodoric, il participe en 451 à la bataille des Champs Catalauniques contre l'armée des Huns d'Attila, comme chef d'un bataillon wisigoth, allié aux Romains commandés par Aetius. À la tête des wisigoths, participaient aussi son frère Thorismond et son père Théodoric Ier, qui est tué lors de cette bataille.
Après l'avènement de Thorismond, il se soulève contre lui, ainsi que ses frères, tandis que Thorismond attaque la Narbonnaise (Narbonne, puis Arles).
Après l'assassinat de Thorismond en 453, il est désigné comme roi, conservant Toulouse comme capitale.

### Roi des Wisigoths

#### Rôle de son frère Frédéric
Il semble avoir régné en association avec son frère Frédéric (qui meurt en 465).
Bien que les sources romaines n'aient retenu que le nom de Théodoric II comme souverain, en raison de sa prééminence, Frédéric semble avoir eu un rôle militaire très important.

#### Relations avec l'autorité impériale
Il confirme auprès du Romain Aetius, commandant en chef de l'armée de l'empire d'Occident, le statut de son royaume comme fédéré à l'Empire romain.
Les premières campagnes militaires menées avec son frère profitent à l'empire romain : en 454, notamment, Frédéric réprime une rébellion bagaude dans la province de Tarraconaise en Hispanie.
À la mort d'Aetius en 455, il soutient Eparchus Avitus, en organisant une assemblée de notables gallo-romains à Beaucaire dans le Gard. Avitus est proclamé empereur d'Occident à Arles, reconnu par l'Italie. Puis Théodoric II soutient Péonius comme préfet du prétoire.
L'empereur Majorien renouvelle le traité de fédération en 458.

#### Relations avec l'Église
Théodoric a de bonnes relations avec Sidoine Apollinaire, gendre d'Avitus, qui est évêque de Clermont. Dans ses écrits, Sidoine Apollinaire mentionne parfois Théodoric II, brossant le portrait d'un roi intelligent et cultivé, habile au tir à l'arc, dont la foi arienne est plus une affaire d'habitude qu'une piété véritable.
Dans l'ensemble, Théodoric se montre tolérant envers les catholiques même s'il essaie de restreindre le pouvoir des évêques, voire de créer des villes sans pouvoir épiscopal comme Lapurdum, et même s'il surveille les communautés catholiques de son royaume.
Il convie à sa table l'évêque d'Auch Orens qu'il autorise à bénir les aliments. Il reçoit aussi l'évêque de Saintes, Vivien, qui demande un allègement d'impôts pour ses fidèles.

### Politique d'expansion territoriale

#### En Gaule: conquête de la Septimanie et de la Narbonnaise première
Théodoric profite de la situation difficile des autorités romaines pour prendre le contrôle de toute la Novempopulanie (l'Aquitaine du sud-ouest de la Garonne, future Gascogne).
Il prend le contrôle de la Septimanie (province romaine de Narbonnaise première, chef-lieu : Narbonne). Théodoric II réussit à s'emparer de Narbonne grâce à la trahison du gouverneur de province, Agrippin, un des hommes de Ricimer, général romain d'origine germanique qui contrôle alors les empereurs d'Occident.Son frère Frédéric contrôle la Septimanie pendant près d'un an[pas clair].

#### En Hispanie: relations belliqueuses avec les Suèves (455–465)
Des accords entre Suèves et Wisigoths ont été conclus sous le règne de Théodoric Ier à la suite du mariage de sa fille (soeur de Théodoric II) avec le roi suève Rechiaire vers 448.
Mais Rechiaire reprend très vite la lutte contre Rome et les Wisigoths, attaquant la Tarraconaise et la Septimanie. Au nom de l'autorité impériale, Théodoric II mène en personne des campagnes vers la Galice et la Lusitanie : il prend la capitale suève Braga en 455 (Rechiaire est alors capturé et tué), et de nouveau en 457, Mérida en 456, Astorga et Palencia en 457.
Rentrant en Aquitaine, il laisse à deux généraux, les Wisigoths Sunéric et Cyrila, la charge de maintenir l'ordre établi dans l'ouest de la péninsule Ibérique. En 460, il tente des négociations pour maintenir le roi suève Rémismond sous sa tutelle. Les Suèves attaquent de nouveau ses territoires en 465.

#### En Gaule: échec de l'offensive vers Orléans (463)
En 463, il lance une offensive vers le nord de la Gaule, alors contrôlé par Ægidius, maître des deux milices, mais subit une défaite près d'Orléans. Son frère, Frédéric est tué lors de cette bataille.
Mais les attaques de bandes saxonnes et la mort d'Ægidius lui permettent de réoccuper la Loire moyenne[pas clair].

### Mort et funérailles (466)
Théodoric meurt égorgé par son frère Euric, arien zélé, qui lui reproche d'être trop romanisé et trop tolérant avec l'Église catholique.

### L'édit deThéodoricII
Bien qu'il soit toujours considéré comme un État fédéré, le royaume de Théodoric II est de fait totalement indépendant de Rome : vers 460, il fait rédiger pour ses États, l'Édit de Théodoric, un code de lois différent des lois romaines et de l'ancien édit de son père.
Composé de 154 chapitres, il est rédigé en s'appuyant sur le modèle romain. Sous couvert d'un document pacifiant le royaume, c'est avant tout un code pénal qui organise de nombreux prélèvements fiscaux.
Cet édit distingue deux populations dans son royaume : les Barbares et les Romains, mais aussi deux groupes, les libres et les non-libres. Il règlemente les enlèvements d'épouses en punissant de mort les ravisseurs et leurs complices. Une femme veuve ne peut se remarier dans l'année qui suit la mort de son époux. Il liste les causes de divorces autorisés (adultère pour la femme, homicide pour l'homme...), réglemente les peines pour viols pour les hommes libres ou les esclaves ainsi que la vente des enfants et la protection de l'épouse face à une faute de son mari : elle ne peut être poursuivie à la place de celui-ci.
Théodoric meurt égorgé par son frère Euric, arien zélé, en 466, qui lui reprochait d'être trop romanisé et d'être trop tolérant avec l'église catholique dans son royaume.

#### Sources anciennes
- Hydace de Chaves, Chronica Minora, M. G. H., AA. XI, édition de Theodor Mommsen, 1894, p. 3 et suivantes.
- Edictum Theodorici regis, édition de F. Blühme, M. G. H., « Leges » tome V, pp. 145-168.

#### Sources modernes
- André Chastagnol, La Fin du monde antique, Nouvelles Éditions latines, 1976.
- Renée Mussot-Goulard, Les Goths, Biarritz, Éditions Atlantica, 1999, 323 p. (ISBN 978-2-84394-140-5).
- Alain Tranoy (éditeur), Chronique d'Hydace de Chaves, Paris, 1974, pp. 122-146.